# (192208) Tzu Chi
(192208) Tzu Chi (chinois simplifié : 慈济 ; chinois traditionnel : 慈濟 ; pinyin : Cíjì) est un astéroïde de la ceinture principale.

## Description
(192208) Tzu Chi est un astéroïde de la ceinture principale. Il fut découvert le 11 mai 2007 à l'Observatoire de Lulin par Shi Jiayou et Ye Quan-Zhi. Il présente une orbite caractérisée par un demi-grand axe de 3,16 UA, une excentricité de 0,04 et une inclinaison de 10,7° par rapport à l'écliptique.

## Compléments